# Dècada del 1530

## Esdeveniments
- Presentació del sistema heliocèntric de Copèrnic
- 1531 - Gran terratrèmol a Lisboa
- Publicació d'El Príncep de Maquiavel
- Neix l'anglicanisme

## Personatges destacats
- Francisco Pizarro, militar i explorador
- Atahualpa, líder dels inques
- Sant Ignasi de Loiola
- Tomàs Moro